# Albert Auwercx
Albert Auwercx, talvolta indicato come Albert Auwerx (Bruxelles, febbraio 1629 – Bruxelles, agosto 1709), è stato un artista di arazzi fiammingo che ebbe un ruolo importante nell'industria tappezziera di Bruxelles.

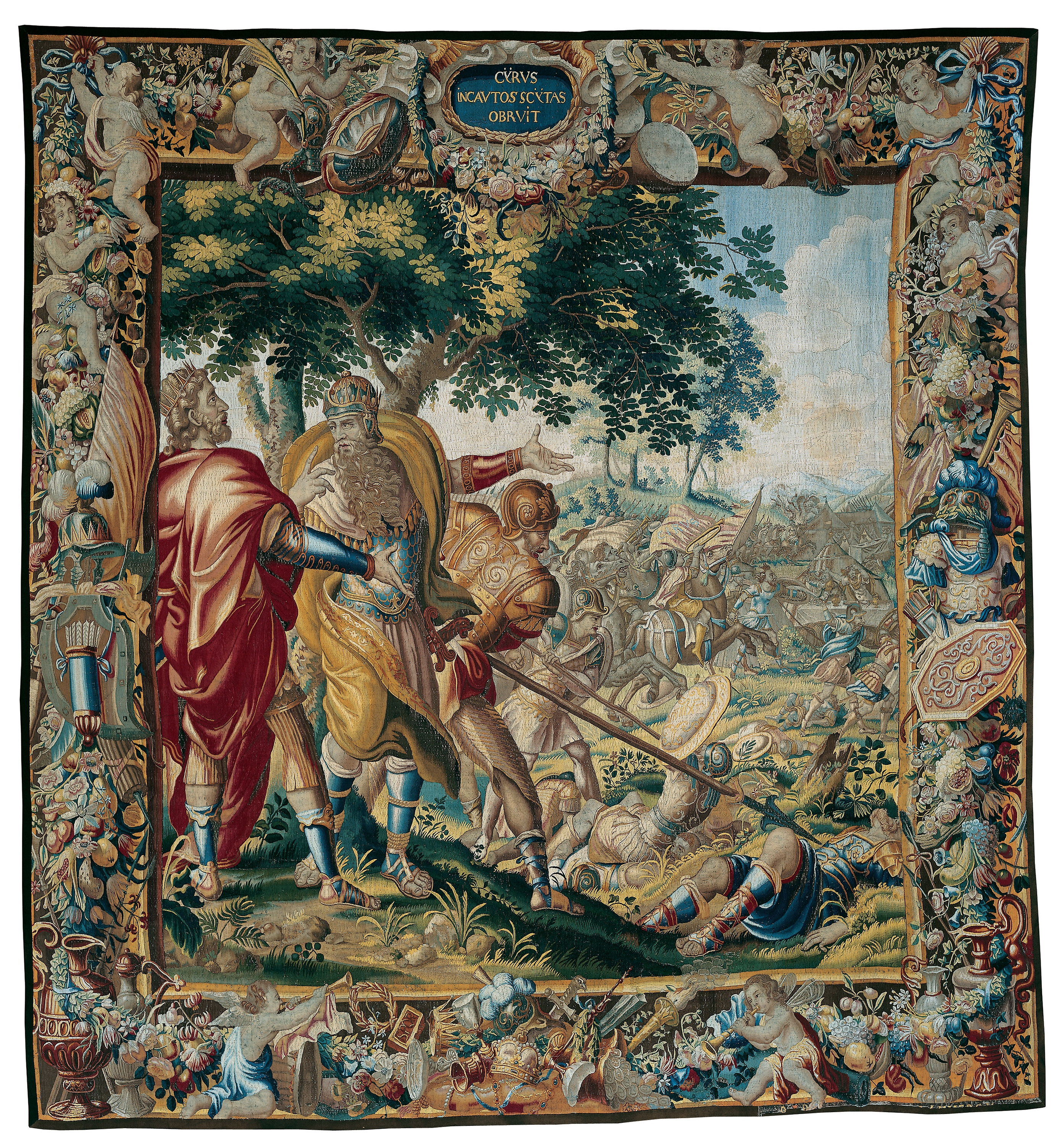
Ciro sconfigge Spargapise da Le storie di Ciro, c. 1670. Arazzo del laboratorio di Albert Auwercx.

Il suo laboratorio era condotto in società col fratello Nicolas.

## Biografia

### I primi anni
Albert Auwercx nacque a Bruxelles nel 1629 da Marcus Auwercx e Clara Canart e venne battezzato il 10 febbraio di quello stesso anno nella chiesa cittadina di Notre-Dame de la Chapelle, nota per i suoi legami con il mondo dell'industria arazziera della città.

### L'industria arazziera
Auwercx aprì un proprio laboratorio nel 1657 e ottenne l'esenzione dal pagamento delle tasse da parte della città di Bruxelles a partire dal 1671, segno che all'epoca la sua industria doveva essere già ampiamente sviluppata. Per i sapienti matrimoni che fu in grado di provvedere per i propri figli, strinse preziose alleanze con i maggiori tappezzieri della città. Dopo il 1679 prestò servizio come decano della gilda degli arazzieri della città. Nel 1705, quando la città di Bruxelles decise di registrare tutti i laboratori tappezzieri della città, sappiamo che il laboratorio di Auwercx disponeva di cinque telai per la tessitura su un totale di 53 presenti in tutta la città, fatto che probabilmente lo spingeva dunque a svolgere la sua occupazione come sub-appaltatore per altri laboratori. Il suo marchio distintivo venne annotato come AVWERCX o  A. AVWERC.

### Gli ultimi anni
Quando Auwercx morì a Bruxelles nel 1709, venne sepolto nella chiesa di Notre-Dame de la Chapelle il 31 agosto. Il suo laboratorio venne mantenuto in attività dal figlio secondogenito sopravvissutogli, Philippe (1663 - 1740).

## Matrimonio e figli
L'8 maggio 1654, Auwercx sposò Clara van den Bossche (m. 1698). Questo matrimonio fu per lo stesso Auwercx particolarmente redditizio e legato alla sua professione in quanto la famiglia della moglie era imparentata strettamente con Johanna van den Bossche (m. 1652), moglie del tappezziere Peter de Pannemaker (m. 1597), figlio a sua volta di Peter (c. 1475– p. del 1539) e fratello di Willem de Pannemaker (1512– 1581), tutti noti tappezzieri di Bruxelles. Da questo matrimonio nacquero i seguenti figli:
- Nicolaas (1655–c.1740)
- Albertus-Franciscus (1656–1669)
- Magdalena (1659–1720)
- Maria (1660–1733)
- Philippe (1663–1740), continuatore dell'impresa paterna, sposò Marie Thérèse Viget
- Johannes (1664–1737)
- Michael (1666–1678)
- Daniel (1667–1723),
- Willem (1671–1755)
- Carolus-Franciscus (1672–d. 1718), ecclesiastico
- Gaspar (1676–1755)

## Opere

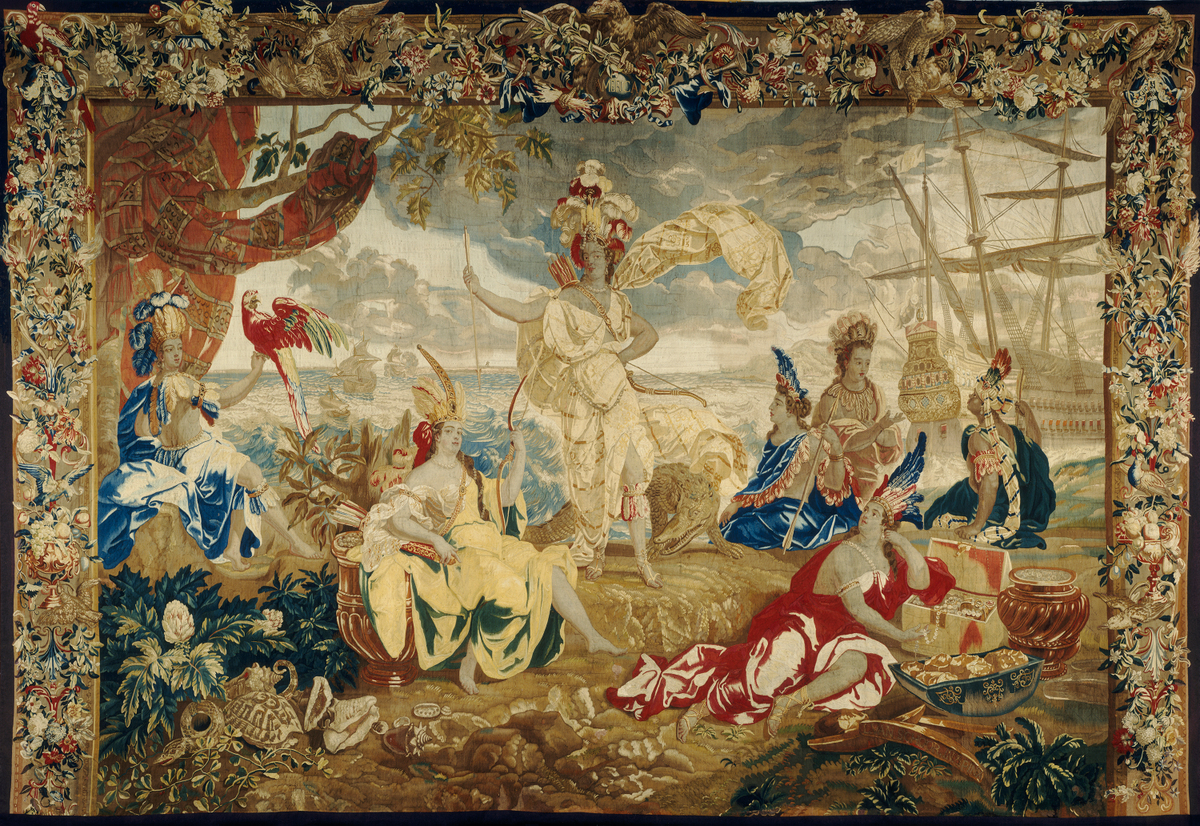
America, parte della serie I Quattro Continenti e relative allegorie eseguito dalla bottega di Albert Auwercx su cartoni di Lodewijk van Schoor e Pieter Spierinckx, National Gallery of Art, Washington, Stati Uniti

- Storie della casata dei Moncada, serie su cartoni di Lambert de Hondt, Willem van Herp e Jan van Kessel il Vecchio, collezione della Camera di Commercio di Parigi, Francia
- L'Abbondanza, parte della serie I Quattro Continenti e relative allegorie su cartoni di Lodewijk van Schoor e Pieter Spierinckx, Art Institute of Chicago, Chicago, Stati Uniti
- America, parte della serie I Quattro Continenti e relative allegorie su cartoni di Lodewijk van Schoor e Pieter Spierinckx, National Gallery of Art, Washington, Stati Uniti
- Storie di Nettuno, serie in collezione privata, Francia
- I trionfi degli Dei, serie in collezione privata
- Storie di Diana, in collaborazione con Erasmus II o III de Pannemaker, Gillis Ydens e Jan van Rottom, 1668
- Storie di Ciro, in collaborazione con Gillis Ydens, c. 1670
- Storie di Mosé, in collaborazione con Hendrik II Reydams, serie su cartoni di Giovanni Battista Lodi da Cremona
- Storie di San Paolo, solo decorazioni di contorno, 1678 Castello di Alnwick, Alnwick, Northumberland, Regno Unito
- Storie di Telemaco, serie in collezione privata, c. 1700
- Storie di Rinaldo e Armida, serie su cartoni di Victor Janssens e Augustin Coppens, collezione privata, c. 1701